# Xizicus siamensis
Xizicus siamensis är en insektsart som först beskrevs av Heinrich Hugo Karny 1926.  Xizicus siamensis ingår i släktet Xizicus och familjen vårtbitare. Inga underarter finns listade i Catalogue of Life.